# 分子標的治療
分子標的治療（ぶんしひょうてきちりょう、英: molecularly targeted therapy）とは、ある特定の分子を標的として、その機能を制御することにより治療する療法。
正常な体と病気の体の違いあるいは癌細胞と正常細胞の違いをゲノムレベル・分子レベルで解明し、がんの増殖や転移に必要な分子を特異的に抑えたり関節リウマチなどの炎症性疾患で炎症に関わる分子を特異的に抑えたりすることで治療する。従来の多くの薬剤もその作用機序を探ると何らかの標的分子を持つが、分子標的治療は創薬や治療法設計の段階から分子レベルの標的を定めている点で異なる。また、この分子標的治療に使用する医薬品を分子標的治療薬と呼ぶ。
以下本項目では、分子標的薬の多くががん治療薬であることから、狭義の分子標的治療であるがん治療への分子標的治療薬を中心に記述する（自己免疫疾患についても触れる）。

## 歴史
がん（そのほか、自己免疫疾患、臓器移植など）治療で、特有あるいは過剰に発現している、特定の標的（分子）を狙い撃ちにしてその機能を抑える薬剤により治療する方法が、いわゆる「分子標的治療」である。
この呼称はモノクローナル抗体の開発が始まった1980年代初頭より使用され始めた。1980年代にCEAなどの腫瘍関連抗原に対する抗体療法がマウスモノクローナル抗体で試みられたが成功しなかった。そこで、マウス抗体の定常領域をヒト由来のものに置き換えたキメラ抗体が開発され、1997年にリツキシマブとして、抗体医薬品が初めて承認された。しかし、その後ヒト抗キメラ抗体の出現や重篤なアレルギー反応が報告されたため、あらたにヒト化抗体が開発された。その後1990年代後半には完全ヒト化抗体が作成された。
「分子標的治療」が一般的に使われ出したのは、メシル酸イマチニブやゲフィチニブなどの低分子化合物が臨床使用され始めた1990年代末からとされる。特に2001年に承認されイマチニブは、慢性骨髄性白血病 (CML) に対して大きな効果を発揮し、分子標的薬の評価を飛躍的に高めた。また創薬期間は、イマチニブでは標的分子発見後40年を経て薬剤が承認されたが、BRAF阻害薬では標的分子発見から約10年で承認され、クリゾチニブでは承認までの時間が4年など、コンピューターとゲノム医学の進歩により標的分子発見後の創薬期間が短縮化される傾向にある。
なお、分子標的薬はその効果を高めるため、抗体に細胞毒性物質のみならず放射性同位元素などを結合させた融合抗体（抱合薬）なども登場しており、その形を広げつつある。病態形成の本質たる原因分子標的が明らかになることによって、今後目覚ましい治療効果が得られるとされる。

## 特徴
従来の抗がん剤（殺細胞性抗がん剤）が細胞傷害を狙うのに対し、分子標的治療薬は多くが細胞増殖に関わる分子を阻害する。そのため臨床応用される以前は分子標的治療は腫瘍を縮小させず、増大を抑えるのみであると考えられていた。癌細胞特異的に効果を示す（ことが期待できる）ため、至適投与量は最大耐量ではなく最小有効量であり、また最大耐量と最小有効量の差が大きい可能性があり、そのため毒性のプロファイルが異なることが期待される。
しかし、実際に分子標的治療が広く行われるようになると分子標的治療薬は腫瘍縮小効果を示し、それもゲフィチニブの標的分子である変異EGFRのように当初想定していなかった未知の分子が標的となり臨床効果を示す可能性がでてきた。毒性に関しても間質性肺炎のように想定していなかった致死的毒性が出る可能性があり、一概に毒性が少ないとは言えないことが判明した。
自己免疫疾患、臓器移植については、細胞間シグナル伝達や細胞内シグナル伝達を阻害することにより、炎症シグナル伝達を途絶させ、免疫反応・症状を軽減させることができる。細胞間シグナルとしてはTNF-αやインターロイキン-6、細胞内シグナルとしてはヤヌスキナーゼやmTORなどを標的とした薬剤が実用化されている。

## 種類
分子標的治療薬には以下の2つがある
- 低分子薬（低分子医薬品…主に低分子化合物）
- 抗体薬（抗体医薬品…主にモノクローナル抗体）

## 低分子医薬品
低分子医薬品には以下の種類がある。主な特徴として以下がある。
分子量300から500と小さく、血液脳関門も通ることができ、さらに細胞膜の中や核にまで入り込むことができる。標的となるタンパク質に結合して働きを止めることで薬の効果が発揮される。

### チロシンキナーゼ阻害剤
ゲフィチニブ（Gefitinib、イレッサ）
上皮成長因子受容体 (EGFR) チロシンキナーゼ阻害剤 (EGFR-TKI) であり、非小細胞肺癌の治療に使用される。
エルロチニブ（Erlotinib、タルセバ）
ゲフィチニブと同様EGFR-TKIであり、非小細胞肺癌の治療に使用される。
オシメルチニブ（Osimertinib、タグリッソ）
EGFR T790M 変異陽性（EGFR-TKI耐性）の非小細胞肺癌に有効なEGFR-TKIである。
アファチニブ（Afatinib、ジオトリフ）
上記のEGFR-TKIと同様の作用機序であるが、EGFRのチロシンキナーゼドメインのATP結合部位に共有結合して不可逆的に阻害する。
ダコミチニブ（Vizimpro、ビジンプロ）
ダコミチニブは、上皮細胞増殖因子受容体 (EGFR, HER 1, ErbB 1)、ヒト上皮細胞増殖因子受容体HER 2 (ErbB 2) およびHER 4 (ErbB 4) のチロシンキナーゼ活性を不可逆的に阻害するチロシンキナーゼ阻害剤である。ErbB受容体ファミリー (EGFR、HER 2、HER 3ならびにHER 4) が形成するホモおよびヘテロダイマーによるシグナル伝達を不可逆的に阻害する。HERファミリーのATP結合部位においてATP結合ポケットのシステイン残基と共有結合する。HER 3はキナーゼ活性を持たずダコミチニブは結合しないが、他のファミリーと形成したヘテロダイマーに作用する。
イマチニブ（Imatinib、グリベック）
Bcr-AblチロシンキナーゼおよびKITチロシンキナーゼ阻害剤であり、慢性骨髄性白血病、フィラデルフィア染色体陽性急性リンパ性白血病 (Ph+ALL)、消化管間質腫瘍（GIST）の治療に使用される。
ダサチニブ（Dasatinib、スプリセル）
Bcr-Ablチロシンキナーゼ阻害剤でありイマチニブ抵抗性の慢性骨髄性白血病、再発または難治性のフィラデルフィア染色体陽性急性リンパ性白血病 (Ph+ALL) の治療に使用される。
ポナチニブ（Ponatinib、アイクルシグ）
Bcr-Ablチロシンキナーゼ阻害剤であるが、t315i変異による薬剤耐性があっても有効に設計されている。
ボスチニブ（Bosutinib、ボシュリフ）
Bcr-Ablチロシンキナーゼ阻害剤であるが、イマチニブ、ダサチニブ、ニロチニブとは異なる構造状態のチロシンキナーゼを阻害するために、他剤耐性の慢性骨髄性白血病に奏効する可能性がある。前治療薬に抵抗性または不耐容の慢性骨髄性白血病の治療に使用される。
バンデタニブ（Vandetanib、ZD6474、カプレルサ）
血管内皮細胞増殖因子受容体 (VEGFR)、上皮成長因子受容体 (EGFR)、RETチロシンキナーゼを阻害する。非小細胞肺癌に対し、臨床試験が進行中である。
スニチニブ（Sunitinib、SU11248、スーテント）
血小板由来増殖因子受容体 (PDGFR) キナーゼ、血管内皮細胞増殖因子受容体 (VEGFR) キナーゼ、KITキナーゼを阻害する。GIST、腎細胞癌、膵神経内分泌腫瘍の治療に使用される。
アキシチニブ（Axitinib、インライタ）
VEGFR1、2、3、PDGFR、c-KITを阻害する。腎細胞癌の治療に用いられる。
パゾパニブ（Pazopanib、ヴォトリエント）
VEGFR1、2、3、PDGFR-α、β、c-Kitに対して阻害作用を示す経口のマルチキナーゼ阻害薬である。腎細胞癌と悪性軟部腫瘍（軟部肉腫）に用いられる。
レンバチニブ（Lenvatinib、E7080、レンビマ）
VEGFR、FGFR、PDGFRα、KIT、RET等のチロシンキナーゼ阻害薬で、甲状腺癌に対して承認されているほか、肝細胞癌に対して第III相臨床試験が実施されている。また、悪性黒色腫での開発が進められている。
ラパチニブ（Lapatinib、GW572016、タイケルブ）
上皮成長因子受容体 (EGFR) とHer2/neuの双方を阻害する二重チロシンキナーゼ阻害剤であり、HER2過剰発現乳癌に対し使用される。
ニンテダニブ（Nintedanib、オフェブ）
VEGFR、FGFR、PDGFRに作用する。特発性肺線維症の治療に用いられる。
ニロチニブ（Nilotinib、タシグナ）
Bcr-Ablチロシンキナーゼ阻害剤でありイマチニブ抵抗性の慢性骨髄性白血病 (CML) の治療に使用される。
イブルチニブ (Ibrutinib)
ブルトン型チロシンキナーゼ (BTK) 阻害薬で、慢性リンパ性白血病および小リンパ球性リンパ腫に用いられる。

#### FLTチロシンキナーゼ阻害薬
- ギリテルチニブ（Gilteritinib、ゾスパタ）

FLT3チロシンキナーゼ阻害薬で、FLT3遺伝子変異陽性の急性骨髄性白血病 (AML) に用いられる。
- キザルチニブ（Quizartinib, ヴァンフリタ）

2剤目のFLT3阻害剤

#### 未分化リンパ腫キナーゼ（ALK、別名：退形成性リンパ腫キナーゼ）阻害薬
クリゾチニブ（Crizotinib、ザーコリ）
リンパ腫や肺がんの非小細胞癌に効く可能性が示唆されている。特にALKの転座を持ったものに著効し、第二のグリベックとも呼ばれる。
セリチニブ（Ceritinib、ジカディア）
クリゾチニブよりも強い抗腫瘍効果を示す。
アレクチニブ（Alectinib、アレセンサ）
ALK融合遺伝子陽性の非小細胞肺癌に用いられる。
ロルラチニブ（Lorlatinib、ローブレナ）
「ALKチロシンキナーゼ阻害剤に抵抗性または不耐容のALK融合遺伝子陽性の切除不能な進行・再発の非小細胞肺がん」を適応とする。

#### ヤヌスキナーゼ阻害薬
トファシチニブ（Tofacitinib、ゼルヤンツ）
炎症性サイトカインの細胞内へのシグナル伝達を担う細胞膜上にあるヤヌスキナーゼ (JAK) を阻害し、関節リウマチ・潰瘍性大腸炎の治療に用いられる。クローン病に対する治験も進んでいる。
バリシチニブ（Baricitinib、オルミエント）
選択的JAK1/JAK2阻害薬。関節リウマチ治療薬として2017年より用いられている。
ルキソリチニブ（Ruxolitinib、ジャカビ）
骨髄増殖性腫瘍（真性赤血球増加症・本態性血小板血症・原発性骨髄線維症）に対して用いられる。
フィルゴチニブ (Filgotinib, ジセレカ)
JAK1阻害薬。関節リウマチ治療薬。
デルゴシチニブ (Delgocitinib, コレクチム軟膏)
JAK1/2/3,TYK2阻害薬。アトピー性皮膚炎治療の外用薬。

### PARP阻害剤
オラパリブ（Olaparib、リムパーザ）
DNA修復に関与するポリADPリボースポリメラーゼ (PARP) 酵素を阻害する、PARP阻害剤である。欧米では卵巣癌に承認されており、日本では卵巣癌・BRCA遺伝子変異陽性乳癌に適応を取得している。米国では1週間分が約$3,000で販売されている。オラパリブはアメリカ食品医薬品局 (FDA) から画期的新薬に指定された。
ニラパリブ（Niraparib、ゼジューラ）
第二のPARP阻害剤である。再発卵巣癌に承認されており、BRCA遺伝子変異の有無に関わらず使用出来る。

### Rafキナーゼ阻害薬
ソラフェニブ（Sorafenib、ネクサバール）
Rafキナーゼ、血小板由来増殖因子受容体 (PDGFR) キナーゼ、血管内皮細胞増殖因子受容体 (VEGFR) キナーゼ、KITキナーゼを阻害する。複数のキナーゼを阻害するためマルチキナーゼ阻害薬とも呼ばれる。腎細胞癌や肝細胞癌に対し保険適応があり、乳癌に対しても臨床試験中。
ベムラフェニブ（Vemurafenib、ゼルボラフ）
B-Raf酵素阻害剤であり、悪性黒色腫の治療に用いられる。
ダブラフェニブ (Dabrafenib)
B-Raf酵素阻害剤であり、悪性黒色腫の治療に用いられる。

### MEK阻害薬
トラメチニブ（Trametinib メキニスト）
分裂促進因子活性化タンパク質キナーゼ (MAPK) をリン酸化する分裂促進因子活性化タンパク質キナーゼキナーゼ (MEK) を阻害する。2013年5月に米国で承認された他、EUでも承認されている。日本では2015年4月に承認申請され、悪性黒色腫と非小細胞肺癌に適応を持つ。

### CDK阻害薬
パルボシクリブ（palbociclib、イブランス）
サイクリン依存性キナーゼ (Cyclin-Dependent Kinase；CDK) を阻害する。2015年2月に米国で乳癌に対して承認された。
アベマシクリブ (abemaciclib)
サイクリン依存性キナーゼ4/6に対して、選択的な阻害作用を有する分子標的薬。日本で2018年8月にホルモン受容体陽性かつHER2陰性の手術不能又は再発乳癌に対し承認された。

### プロテアソーム阻害剤
ボルテゾミブ（Bortezomib、ベルケイド）
選択的かつ可逆的なプロテアソーム阻害剤であり、多発性骨髄腫の治療に使用される。
カルフィルゾミブ（Carfilzomib、カイプロリス）
選択的不可逆的プロテアソーム阻害剤であり、米国では多発性骨髄腫への使用が認められている。
イキサゾミブ（Ixazomib、ニンラーロ）

## 抗体医薬品
血清療法（1901年にベーリング らがウサギから取り出した破傷風菌の抗体の発見から、感染症の治療に抗毒素を含む血清を用いることを提唱した＝血清療法）に起源をもち、その後抗体医薬とよばれる血清中から抗体のみ分離した免疫グロブリン製剤（第一世代抗体医薬品）が開発された。この製剤は免疫学的なメカニズムでがんを治療するところは血清療法と同じで、抗体の結合数が少ないと効果が薄かった。
その後に、ハイブリドーマ技術の開発によりモノクローナル抗体を血清を使わずに簡単に製造が可能となり（第二世代抗体医薬品）ようやく、抗体にアイソトープを結合させてがんの治療効果を高めることに成功したが、副作用が重く、しかも製薬のコスト面にも大きな問題がある。
分子量50万から70万のタンパク質であり細胞膜表面の受容体の細胞外に出ている突起などに作用する（細胞内には入れない）。ADCC活性（抗原抗体反応＋NK細胞で標的化）、CDC活性（抗原抗体反応＋補体の活性化でがん細胞のアポトーシスを促す）。ほとんどが、生体防御に寄与するタンパク質の免疫グロブリンによるADCCの活性化。

### モノクローナル抗体
免疫グロブリン製剤で、抗原抗体反応を利用して特定の分子の機能を阻害する。また、ADCC（抗体依存性細胞介在性障害作用）やCDC（補体依存性細胞障害作用）が治療効果に関与しているものもある。

#### マウス抗体（語尾が〜omabと表記）
1980年代に臨床試験が行われたが、Fc部分がマウス由来であるため効果が不十分であり、また免疫原性があるためショック症状を引き起こすなどの副作用があるためほとんど使用されなくなった。
イブリツモマブ チウキセタン（Ibritumomab tiuxetan ゼヴァリン）
抗ヒトCD20抗体であるイブリツモマブと、キレート剤であるチウキセタンが結合している製剤で、イットリウム90またはインジウム111がチウキセタンにキレートされている。低悪性度B細胞性非ホジキンリンパ腫およびマントル細胞リンパ腫の治療に用いられる。

#### キメラ抗体（語尾が〜ximabと表記）
可変領域はマウス由来であるが、その他の定常領域をヒト由来の免疫グロブリンに置換したもの。
リツキシマブ（Rituximab リツキサン）
抗CD20抗体であり、B細胞性非ホジキンリンパ腫、B細胞性慢性リンパ性白血病やB細胞前リンパ球性白血病、関節リウマチ、多発血管炎性肉芽腫症などの自己免疫疾患の治療やABO血液型不適合腎移植・肝移植に対して使用される。
セツキシマブ（Cetuximab アービタックス）
抗上皮成長因子受容体 (EGFR) 抗体であり、大腸癌、頭頸部癌に使用される。
インフリキシマブ（Infliximab レミケード）
抗TNF-α抗体であり、強直性脊椎炎、ベーチェット病、クローン病、潰瘍性大腸炎、尋常性乾癬の治療に用いられる。
バシリキシマブ（Basiliximab シムレクト）
抗IL-2レセプターα鎖 (CD25) 抗体であり、IL-2とIL-2レセプターの結合を阻害し、腎移植において急性拒絶反応抑制効果を示す。
ブレンツキシマブ ベドチン（Brentuximab vedotin アドセトリス）
抗CD30抗体と微小管阻害作用を持つ低分子薬剤（モノメチルアウリスタチンE）とを結合させた抗体薬物複合体。悪性リンパ腫の治療に用いられる。

#### ヒト化抗体（語尾が〜zumabと表記）
可変領域のうち相補性決定領域 (CDR) がマウス由来で、その他のフレームワーク領域 (framework region: FR) をヒト由来としたもの。免疫原性はキメラ抗体よりもさらに低減する。
トシリズマブ（Tocilizumab アクテムラ）
抗ヒトIL-6受容体抗体製剤で関節リウマチ、キャッスルマン病に用いられる。
トラスツズマブ（Trastuzumab ハーセプチン）
抗HER2抗体であり、乳癌・胃癌の治療に使用される。
ベバシズマブ（Bevacizumab アバスチン）
抗血管内皮細胞増殖因子 (VEGF) 抗体であり、大腸癌、非小細胞肺癌、乳癌の治療に使用される。
新生血管を阻害するため加齢黄斑変性への応用が期待されている。
オマリズマブ（Omalizumab ゾレア）
ヒト化抗ヒトIgEモノクローナル抗体であり、既存の治療でコントロール困難な気管支喘息の治療に使用される。
メポリズマブ（Mepolizumab ヌーカラ）
抗IL-5モノクローナル抗体で、好酸球増加性疾患（重症気管支喘息、特発性好酸球増加症候群等）の治療に用いられる。
ゲムツズマブ オゾガマイシン（Gemtuzumab ozogamicin マイロターグ）
抗CD33抗体であり、CD33陽性急性骨髄性白血病の治療に使用される。
モノクローナル抗体ゲムツズマブに抗腫瘍抗生物質カリケアマイシン誘導体のオゾガマイシンが結合している。
パリビズマブ（Palivizumab シナジス）
抗RSウイルス抗体であり、新生児や乳児でのRSウイルス感染の予防に使用される。
ラニビズマブ（Ranibizumab ルセンティス）
抗血管内皮細胞増殖因子 (VEGF) 抗体であり、加齢黄斑変性の治療に使用される。
セルトリズマブ ペゴル（Certolizumab pegol シムジア）
PEG化 抗ヒトTNF-α抗体であり、関節リウマチ・クローン病の治療に用いられる。
オクレリズマブ (Ocrelizumab)
ヒト化抗CD20受容体抗体で、関節リウマチの治療薬として開発されたが中断となった。
モガムリズマブ（Mogamulizumab ポテリジオ）
抗CCR4抗体であり、成人T細胞白血病治療薬として用いられる。
エクリズマブ（Eculizumab ソリリス）
ヒト化抗C5抗体で発作性夜間血色素尿症の治療に使用される。
ペルツズマブ（Pertuzumab パージェタ）
抗HER2抗体であり、HER2陽性の手術不能または再発乳癌に用いられる。
アレムツズマブ（Alemtuzumab マブキャンパス）
抗CD52抗体で、慢性リンパ性白血病の治療に用いられる。
イノツズマブ オゾガマイシン（Inotuzumab ozogamicin）
抗CD22抗体で、慢性リンパ性白血病の治療に用いられる。
ペムブロリズマブ（Pembrolizumab キイトルーダ）
抗PD-1抗体で、悪性黒色腫・非小細胞肺癌・ホジキンリンパ腫・尿路上皮悪性腫瘍に用いられる。
ベドリズマブ（vedolizumab エンタイビオ）
抗ヒトα4β7インテグリン抗体で、潰瘍性大腸炎に用いられる。
エロツズマブ（elotuzumab エムプリシティ）
抗SLAMF7抗体で、多発性骨髄腫に用いられる。
ロモソズマブ（romosozumab イベニティ）
抗スクレロスチン抗体製剤で骨粗鬆症に用いられる。
ベンラリズマブ（benralizumab ファセンラ）
抗IL-5受容体α抗体であり気管支喘息治療に用いられる。

#### ヒト型抗体（語尾が〜 (m) umabと表記）
ヒト抗体遺伝子を導入したトランスジェニックマウスを用いて、完全なヒト化/型モノクローナル抗体の産生が試みられている。
パニツムマブ（Panitumumab ベクティビックス）
抗上皮成長因子受容体（EGFR）モノクローナル抗体で、大腸癌・直腸癌の治療に用いられる。
オファツムマブ（Ofatumumab アーゼラ）
抗CD20抗体で、B細胞性慢性リンパ性白血病の治療に用いられる。
ゴリムマブ（Golimumab シンポニー）
抗TNF-α抗体で、関節リウマチ、潰瘍性大腸炎の治療に用いられる。
イピリムマブ（Ipilimumab ヤーボイ）
抗CTLA-4（細胞傷害性Tリンパ球関連抗原4、CD152）抗体で、悪性黒色腫の治療に用いられる。
アダリムマブ（Adalimumab ヒュミラ）
抗TNFαモノクローナル抗体で、関節リウマチ、尋常性乾癬、強直性脊椎炎、クローン病等の治療に用いられる。
ウステキヌマブ（Ustekinumab ステラーラ）
抗IL12/23p40モノクローナル抗体で、乾癬、クローン病治療に用いられる。
ラムシルマブ（Ramucirumab サイラムザ）
抗VEGFR2 IgG1抗体であり、胃癌の治療に用いられる。
ニボルマブ（Nivolumab オプジーボ）
抗PD-1抗体で、悪性黒色腫、非小細胞肺癌、腎細胞癌の治療に用いられる。
デノスマブ（Denosumab プラリア ランマーク）
抗RANKL (receptor activator of nuclear factor κB ligand) 抗体で、骨粗鬆症や多発性骨髄腫、関節リウマチの治療薬として用いられる。
エボロクマブ（Evolocumab レパーサ）
抗前駆蛋白変換酵素サブチリシン/ケキシン9 (PCSK9) 抗体で、高コレステロール血症の治療に用いられる。
アリロクマブ（Alirocumab プラルエント）
抗PCSK9抗体で、高コレステロール血症の治療に用いられる。
グセルクマブ（Guselkumab トレムフィア）
抗IL-23抗体で乾癬に用いられる。掌蹠膿疱症については審査中である。
セクキヌマブ   ( Secukinumab コセンティクス; Cosentyx )
抗IL-17Aモノクローナル抗体で、尋常性乾癬（じんじょうせいかんせん）、関節症性乾癬（乾癬性関節炎）（かんせつしょうせいかんせん［かんせんせいかんせつえん］）、膿疱性乾癬（のうほうせいかんせん）の治療に用いられる。

## 第三世代抗体薬
強い効果、少ない副作用、開発製造コストの大幅削減を主眼にして現在開発が進む抗体薬とされるが、大規模な抗体改変産物を設計して製剤化する困難がある。現在、抗体改変で有望視されるものの一つにscFv (single chain Fv) がある。

## 核酸医薬
核酸医薬とは天然型ヌクレオチドまたは化学修飾型ヌクレオチドを基本骨格とする薬物であり、遺伝子発現を介さずに直接生体に作用し、化学合成により製造されることを特徴とする。代表的な核酸医薬にはアンチセンス法、RNAi、アプタマー、デコイなどがあげられる。核酸医薬は化学合成により製造された核酸が遺伝子発現を介さずに直接生体に作用するのに対して、遺伝子治療薬は特定のDNA遺伝子から遺伝子発現させ、何らかの機能をもつ蛋白質を産出させる点が異なる。核酸医薬は高い特異性に加えてmRNAやnon-coding RNAなど従来の医薬品では狙えない細胞内の標的分子を創薬ターゲットにすることが可能であり、一度プラットフォームが完成すれば比較的短時間で規格化しやすいという特徴がある。そのため核酸医薬は低分子医薬、抗体医薬に次ぐ次世代医薬であり癌や遺伝性疾患に対する革新的医薬品としての発展が期待されている。
ホミビルセン
Fomivirsenは1998年にFDAで承認された核酸医薬である。AIDS患者のCMV性網膜炎に対する硝子体内局注するアンチセンス核酸である。サイトメガロウイルス遺伝子のIE2のmRNAを標的としている
ミポメルセン
Mipomersenは2013年にFDAで承認された核酸医薬であり、全身投与可能な核酸医薬としては初である。皮下注射で投与する。ホモ接合型家族性高コレステロール血症の治療薬である。ApoB100 mRNAを標的としておりた2’-MOE修飾がされている。
ヌシネルセン
ヌシネルセンは2016年にFDAで承認された核酸医薬であり髄液中に投与する。脊髄性筋萎縮症の治療薬である。18塩基のアンチセンスオリゴヌクレオチドである。すべての核酸がホスホチオエート化され、2'-MOEの修飾がされたRNA誘導体になっている。このためRNase H依存性のmRNAの分解は起こらない。イントロンに結合することでスプライシング機構を阻害しエクソンインクルージョンを行う。脳脊髄液内の濃度が4 - 5か月保たれるため投与開始時は2か月で4回投与するが、その後は4か月毎の投与になる。
ペガプタニブ
ペガプタニブ（商品名マクジェン）は2004年にFDAで承認され、2008年からは日本でも承認された核酸医薬である。加齢性黄斑変性症に対する硝子体内局注するアプタマーである。VEGFと結合することで血管新生を抑制する核酸医薬である。プリンあるいはピリミジンのリボースの2’位のOH基がそれぞれフッ素基あるいはO-Me基に置換し、さらにPEG鎖を結合している。
エテプリルセン
Eteplirsen（商品名 Exondys 51）はデュシェンヌ型筋ジストロフィーに対する治療薬であり2016年にFDAに承認された。モルフォリノオリゴを用いたジストロフィン遺伝子のエクソン51を標的としたものである。エクソンスキップ法である。
パチシラン
パチシランはアルナイラム社が開発した脂質ナノ粒子に封入されたRNAiの静脈注射剤であり2017年にFDAに申請された。トランスサイレチン型の家族性アミロイドポリニューロパチーの治療薬である。

## その他の高分子医薬品
その他の高分子医薬品の分子標的薬としてサイトカイン受容体の模倣薬等がある。

### TNF阻害薬
エタネルセプト（Etanercept エンブレル）TNF受容体-Fc融合蛋白
可溶性TNF-α受容体であり、関節リウマチなどの自己免疫疾患の治療に使用される。薬剤に対する抗体を生成しないため、インフリキシマブと異なり、メソトレキセートの服用を必須としない。

### インターロイキン (IL) 阻害薬
アナキンラ（Anakinra キネレット）
IL-1受容体阻害薬で、関節リウマチの治療に使用される。感音性難聴の改善に資するとの研究がある。

### T細胞阻害薬
アバタセプト（Abatacept オレンシア）
CTLA-4（細胞傷害性Tリンパ球関連抗原4、CD152）の細胞外領域とIgGのFc領域の融合蛋白で、抗原提示細胞上の共刺激分子 (CD80/86) に結合する。T細胞上のCD28とCD80/86との結合を競合的に阻害することでT細胞活性を抑制する。関節リウマチやSLEの治療に用いられる。

## その他
広義には以下も分子標的治療薬に含まれる。

### mTOR阻害剤
エベロリムス（免疫抑制剤：サーティカン 乳癌・腎臓癌治療薬アフィニトール）

シロリムス（ラパマイシン ラパミューン）
肺リンパ脈管筋腫症治療薬

### ラパマイシン誘導体静注薬
テムシロリムス（トーリセル）
腎細胞癌治療薬

### カルシニューリン阻害薬
タクロリムス
免疫抑制剤
シクロスポリン
免疫抑制剤、乾癬治療薬